# Светлина (община Тополовград)
Вижте пояснителната страница за други значения на Светлина.
Светлина е село в Южна България. То се намира в община Тополовград, област Хасково.

## География
Село Светлина се намира на 16 км от град Тополовград.
В селото се наблюдава тенденция на намаляване на населението поради основните два проблема застаряване на населението и ниска раждаемост. В последните 10 години все повече хора емигрират в други държави. През 1970-те и особено през 1980-те години много от жителите, особено младите, започват да се изселват в по-големи градове като Стара Загора, Ямбол, Пловдив, Хасково и др., защото в околността няма свободни работни места, а селото се намира в слабо развит район. Този процес продължава и днес. Последното преброяване на населението в селото сочи, че то се е смалило драстично.

## История
Село Светлина е наследник на средновековно селище съществувало около 15 век, което се е наричало Кара Саатлии и се е намирало на 4-5 км северно от сегашното положение на селото. Единствено останали от това време са основите на църква, вкопана 2/3 в земята по тогавашните изисквания на турците. Село Кара Саатлии се е намирало на търговския път между Русе и Цариград, по който се прекарвали много стоки и пари от данъци и налози за султана.
След едно от многото нападения на султанските кервани, турски башибозук напада, опожарява и срива из основи селото. По това време то е наброявало около 3000-4000 души. Много от жителите му са убити, но по-голямата част бяга в горите на юг. Други се местят и създават околните на Светлина села: Овчи кладенец и Маца. Тези, които се укриват в гъстите и високи гори на юг, са основоположниците на съвременното село Светлина.
Старо име на селото е Шевкуларе.

## Забележителности
Мечата дупка

## Спорт
През средата на XX век се сформира футболен отбор, който е разполагал със стадион и сграда със съблекални в горния край на селото. Сега стадионът и съблекалните не съществуват.

## Редовни събития
Всяка година на Великден се провеждат футболни срещи между възрастни и деца, срещите са съпроводени с много емоции и забавления. Това е стара традиция, която се спазва от доста години.